# Pleonomoides
Pleonomoides is een geslacht van kevers uit de familie  
kniptorren (Elateridae).
Het geslacht is voor het eerst wetenschappelijk beschreven in 1907 door Schwarz.

## Soorten
Het geslacht omvat de volgende soorten:
- Pleonomoides brincki Laurent, 1974
- Pleonomoides flavus (Schwarz, 1903)